# 嘉手納町
嘉手納町（日语：／ Kadena chō */?，琉球語：／ ）位於琉球列島沖繩群島沖繩島中部地區西側，町內有美軍在遠東地區最大的軍用機場，嘉手納空軍基地。嘉手納基地佔全町總面積的83％，實際居住面積僅2.6平方公里。

## 地理

### 轄區
| - 嘉手納 - 兼久 | - 久得 - 釜 | - 水釜 - 屋良 |

## 歷史
- 1896年4月1日：實施郡區制，為中頭郡轄下北谷間切。
- 1908年4月1日：實施島嶼町村制，北谷間切改設為北谷村（現北谷町）。
- 1948年12月4日：北谷村北部分割獨立成嘉手納村。
- 1976年4月1日：嘉手納村改制為嘉手納町。

## 交通

### 道路
| 國道 - 國道58號 主要地方道 - 沖繩縣道74號沖縄嘉手納線 | 一般縣道 - 沖繩縣道16號線 |

## 教育

### 高等學校
- 沖繩縣立嘉手納高等學校（页面存档备份，存于）

### 中學校
- 嘉手納町立嘉手納中學校

### 小學校
- 嘉手納町立屋良小學校
- 嘉手納町立嘉手納小學校